# La vacanza (film 2019)
La vacanza è un film del 2019 scritto e diretto da Enrico Iannaccone. È stato presentato alla Festa del Cinema di Roma 2019.
È l'ultima apparizione di Catherine Spaak, deceduta tre anni dopo le riprese, il 17 aprile 2022.

## Trama
Valerio è un trentenne che sembra essere in grado di vivere la sua vita tentando solo di distruggerla. Carla è una donna ancora bellissima, un ex magistrato che inizia a manifestare i primi sintomi di Alzheimer ma con una travolgente voglia di vivere.
Valerio e Carla sono due anime tormentate, che trovano in un’inaspettata amicizia la forza di confrontarsi con i dolori e i segreti del proprio passato. Sono entrambi legati ad Anneke, una misteriosa donna.
Un viaggio di due persone anagraficamente tanto lontane, eppure così vicine nelle emozioni più dolorose che le condurrà a scoprire un nuovo modo di amare.

## Distribuzione
- Festa del Cinema di Roma 2019: Alice nella città - Panorama Italia
- Shanghai International Film Festival 2020: Focus Italy
- Tiburon International Film Festival 2020

## Riconoscimenti
- 2020 - Festival del cinema italiano di San Vito Lo Capo 
  - Miglior film
  - Migliore attrice non protagonista a Carla Signoris